# Ontológia

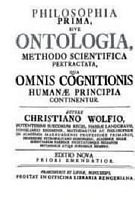
Christian Wolff: Philosophia Prima Sive Ontologia című művének első oldala, 1730 - Ez volt az első olyan filozófiai mű amely címszavában szerepelt az „Ontológia” szó.

Az ontológia, más néven léttan, lételmélet, létfilozófia vagy általános metafizika, az a filozófiai tudomány, amely a léttel mint létezők alapjával foglalkozik, azaz elsősorban nem a létezőről, hanem a létről szóló tudomány. Az „ontológia” kifejezés a görög on (létezés/lét) és a logos (jelentése: 1, Arisztotelész szerint az ésszel bíró lélekrész; 2, szó, beszéd, nyelv, ige; 3, tudomány) szavak összekapcsolásából származik.

## Története
Az ontológia kezdete akkorra tehető, amikor az emberben tudatosult a „világban-való-léte”. Az ember amikor elkezdte megismerni az őt körülvevő világot, az érzéki ismeretet szellemi ismeretté alakította: az érzékelés tárgyaiból így alakultak ki a gondolkodás tárgyai, melyek újabb problémákat vetettek fel. A megismerés folyamán a világ egyre összetettebb valóságként jelent meg az egyén előtt, ugyanakkor egyre problematikusabb is lett. A természeti erők megmagyarázhatatlan jelenségeire jöttek létre a mitikus világmagyarázatok.
Az első racionális létmagyarázat a preszókratikus filozófiában, elsősorban Hérakleitosz (Kr. e. 5. század) és Parmenidész (Kr. e. 5. század) gondolkodásában keresendő. Hérakleitosz a tapasztalást tekintette a megismerés legfontosabb mozzanatának. Szerinte az egyedüli létező dolog a változás és a keletkezés. Minden mozgásban, változásban van, az ellentétek folyamatosan váltogatják egymást. 
Az abszolút monizmust valló Parmenidész ennek az ellenkezőjét állította: szerinte a változás csak látszat. Parmenidésznek tulajdonítjuk az első konkrétan a létezésről szóló magyarázatot is. Ez a következő: „gondolkozni ugyanaz, mint létezni”.
Platón (Kr. e. 347) az érzéki világot csupán látszatnak tartotta, a valódi létezők az érzékelhető világon túl az ideák világában találhatók. A földi dolgok ezen ideák világából részesednek tökéletlen és változó formában. Így Platón volt az első ismert gondolkodó, aki olyan részletes és átgondolt (koherens) lételméletet alkotott, amely szembement a hétköznapi, józan észre és tapasztalatokra hagyatkozó vélekedésekkel – nevezetesen azzal, hogy elsősorban és leginkább az érzékelhető, kézzelfogható dolgok, azaz a „tárgyak” léteznek. Bár Platón lételmélete szemben áll a triviális létfelfogással, megcáfolása vagy elvetése közel sem annyira trivális, mint amilyennek e szembenállás alapján elsőre tűnhet; az bizonyos, hogy évezredeken keresztül legalábbis vitaalapnak és mintának számított, és az ő nyomán a hasonló alapvetésekből kiinduló filozófiákat idealistának nevezték.
Platón tanítványa, Arisztotelész elvetette mestere elméletét és a létezőt az anyagi világban jelölte meg. Arisztotelész elmélete Empedoklészhez (kb. Kr. e. 495 – Kr. e. 435) nyúlik vissza, így ő is négy elemet jelölt meg létezőnek (föld, víz, tűz, levegő). Szerinte ezeknek az elemeknek a végtelenül sokféle keveréke alkotja a valóságot. Ugyanakkor Arisztotelész különbséget tett a változó létezők és az örök, romolhatatlan létezők világa között: az égitestek örök, változatlan és tökéletes létezők, ezért gömb alakúak és körpályán mozognak. A „hold alatti világ” (szublunáris szféra) folyamatosan változik és az ég világától függ.
Arisztotelész programszerűen és tudatosan foglalkozott lételmélettel: nemcsak megalkotta saját lételméletét, de írt a lételméleti vizsgálatok szükségességéről és a saját maga által alkotott tudományrendszertanon belüli besorolásáról is. A lételméletet olyan kifejezéssel illette, amit későbbi kommentátorai a latin prima philosophia („legelső filozófia”) szókapcsolattal fordítottak. Az ontológia szót jóval később vezette be a filozófia szakszókincsébe Christian Wolff (1679–1754).
Az ökológiai válság és az erre reflektáló környezetvédő mozgalom hatására az ontológiában is megjelenik a környezeti elem és körvonalazódik egy ökológiai ontológia.
A pozitivizmus és neopozitivizmus hatására az ontológia, amely egykor a filozófia királynőjének számított, az őt magába foglaló metafizikával együtt a tizenkilencedik században és a huszadik század első felében lassan lekerült a tudományok térképéről. Az olyan nagy lételméleti vállalkozások, mint Heidegger Lét és idője, a természettudósok és az analitikus filozófia képviselőinek berkeiben spekulatív jellegük miatt, gyanúsnak és komolytalannak számítottak. Az ontológia szó visszakerülése a hardcore tudományok berkeibe a huszadik század végén, az alkalmazott informatikai és nyelvészeti kutatások révén történt meg. Egyes mesterségesintelligencia-ágensek (robotok, sejtautomaták) például tudást képesek felhalmozni a környezetükről, és ezt a tudást valamilyen rendszerezett fogalmi hálóba szervezik, az ilyen információrendszert formális elméletek segítségével lehet leírni. Az információk rendszerezésének módját, az ágens tudásának szerkezeti vázát nevezik az ágens által használt ontológiának.
Az ontológia a filozófián belül élő ismeretterület maradt, és máig az; melyen belül folyamatos az új cikkek, gondolatok, paradigmák keletkezése, és az ezekről való vita, párbeszéd. Fontos (mivel a természettudományok alapfogalmaival és aktuális alapproblémáival erősen kapcsolatos) kérdések a középkorból eredő nominalizmus-realizmus vita, az univerzáliákra (fogalmakra, és általában a nem-tárgyi jellegű potenciális létezőkre) vonatkozó elképzelések, az idő fogalmával és az események mibenlétével kapcsolatos vizsgálatok.

## Az ontológia problémái

### A létezők léte
A klasszikus görög filozófia és a metafizika azt a valóság teljességét nevezi létnek, amihez minden hozzátartozik, amennyiben lét illeti meg. Létezőnek nevezzük mindazt, aminek lehatárolt lét-tartományon belül kijár a lét. A létezőnek ezért és annyiban jár ki a lét, amiért és amilyen mértékben részesedik a létből.

#### A lét fogalma
Létfogalomnak nevezzük azt a gondolati tartalmat, melynek segítségével a létezőt megjelenítjük. A létfogalom teszi lehetővé, hogy egyáltalán létezőről beszéljünk, vagy gondolkozzunk. Mivel a létfogalom a mindent átfogó valóság valamennyi tárgyát magába foglalja, ebből az következik, hogy a létfogalomnál nincs általánosabb fogalom. Mivel a létfogalom a tárgyi dolgok valóságtartományának valamennyi különbözőségét magában foglalja, és egyben felül is múlja (latinul: transcendere), ezért azt mondjuk, hogy a létfogalom transzcendens.
A fogalmak meghatározása a legközelebbi nemfogalom (genus) és a megkülönböztető jegy (differencia specifica) által történik. A létfogalom esetében ez a megkülönböztetés lehetetlen, mivel a létfogalom a legegyetemesebb valóságot kifejező fogalom.

### Ontologikus tapasztalás
Azt az egyetemes mozzanatot, amelyeket a résztapasztalatok folyamán megragadunk, átmeneti létnek nevezzük. Az ontologikus tapasztalás tárgya ez az átmeneti lét megtapasztalása, amit az úgynevezett „tökéletes visszatérés” tár fel előttünk.
A szellemi megismerő képességgel rendelkező véges létezők a megismerés tevékenységében először a tárgyra irányulnak, majd annak a lényegét megragadva önmagukhoz térnek vissza. A visszatérés fázisai a következők: 
1. Az alany önmagából kilépve a világ fele fordul, itt megismer valami mást, valami olyant, ami tőle különbözik. Ezt nevezzük külsővéválásnak.
2. A következő lépés a kezdődő visszatérés. Az alany a tárgy mellett felismeri, hogy ő most megismer.
3. Végül a teljes visszatérés következik be. Itt az ész rádöbben saját aktusának a megismert dolgokhoz való viszonyára. Az alany megismeri, hogy az ész természetéhez hozzátartozik a tárgyi dolgokhoz való igazodás. Ebben a fázisban az ész lehetőséget nyújt arra, hogy a létező úgy mutassa meg magát, ahogyan létezik. Ez az ész az, ami „engedni hagyja létezni a létezőt”. Ez azonban csak akkor lehetséges, ha az ész a végtelenre irányul, azaz képes túllépni a részleges összefüggéseken. Az a látóhatár, amelyhez a tökéletes visszatérés segítségével az ész utat nyit: a lét egyetemes horizontja.

## Ismertebb ontológusok
| - Canterburyi Szent Anzelm - Aquinói Szent Tamás - Ferdinand Ulrich - Arisztotelész - Alain Badiou - Gustav Bergmann - Gilles Deleuze - René Descartes - Friedrich Schelling - Anaximandrosz - George Berkeley | - Jean Gebser - Georg Wilhelm Friedrich Hegel - Martin Heidegger - Hérakleitosz - Edmund Husserl - Christian Wolff - Gottfried Wilhelm Leibniz - Alfred North Whitehead - Johann Gottlieb Fichte - Anaximenész - Püthagorasz | - Friedrich Nietzsche - William Ockham - Parmenidész - Platón - Plótinosz - Hilary Putnam - W. V. Quine - Weissmahr Béla - Démokritosz - Thálész - Ádi Sankara | - Bertrand Russell - Gilbert Ryle - Jean-Paul Sartre - John Duns Scotus - Simon Ferenc - Baruch Spinoza - Pierre Teilhard de Chardin - Ludwig Wittgenstein [forrás?] - Anaxagorász - Johannes Scotus Eriugena - Nágárdzsuna |

## Lásd még
- Ontológiai istenérv
- Az élet értelme
- Metafizika